# Khúc Xuyên
Khúc Xuyên là một phường thuộc thành phố Bắc Ninh, tỉnh Bắc Ninh, Việt Nam.
Phường Khúc Xuyên có diện tích 2,35 km², dân số năm 2013 là 4.022 người, mật độ dân số đạt 1.715 người/km².

## Lịch sử
Trước đây, xã Khúc Xuyên thuộc huyện Yên Phong sáp nhập vào thành phố Bắc Ninh.